# Zimmerbach (Bühler)
Der Zimmerbach ist ein etwa anderthalb Kilometer langer Bach im Gemeindegebiet von Adelmannsfelden und an der Gemeindegrenze zu Abtsgmünd im Ostalbkreis im nordöstlichen Baden-Württemberg, der nach einem fast durchweg westlichen Lauf an der Zimmerbergmühle von Abtsgmünd von rechts in deren Mühlkanal rechts der oberen Bühler mündet.

## Geographie

### Verlauf
Der Zimmerbach entfließt einer kleinen Teichkette beim Adelmannsfeldener Einzelhof Kuderberg auf etwa 455-450 m ü. NHN am Nordostrand der großen Waldinsel mit dem Gewann Heuwald entlang. Nach dem letzten der Teiche kehrt er sich schnell auf Westlauf durch den Nordsaum des Waldes und nimmt darin einen unbeständigen, aber längeren und einzugsgebietsreicheren rechten Oberlauf auf, der etwa aus dem Ostnordosten und damit aus Richtung des Adelmannsfeldener Wasserturms an der K 3324 zuläuft. Noch im Wald mündet aus dem Flurhang rechts der kurze Gerstenbach, außerhalb ist der Zimmerbach dann bis zur Mündung Gemeindegrenze von Adelmannsfelden am rechten zur Pommertsweiler Teilortgemarkung von Abtsgmünd am linken Ufer. Nachdem er die etwas rechts des Bühlertales laufende L 1072 unterquert hat, fließt er einen Steinwurf unterhalb der Zimmerbergmühle von rechts und Osten auf etwa 418 m ü. NHN  in den 50 Meter weiter abwärts in die obere Bühler zurücklaufenden Mühlkanal.
Der Zimmerbach erfährt auf seinem etwa 1,6 km langen Lauf, ab den Teichen bei Kuderberg, ein Gefälle von etwa 37 Höhenmeter, sein mittleres Sohlgefälle liegt bei etwa 23 ‰.

### Einzugsgebiet
Der Zimmerbach entwässert etwa 1,5 km² am Westrand des Unterraums Ellwanger Berge im Naturraum Schwäbisch-Fränkische Waldberge, hier steht durchweg Mittelkeuper an. Der höchste Punkt im Einzugsgebiet liegt auf der Kuppe des Wasserturms etwa nordwestlich von Adelmannsfelden, wo einmalig 493,8 m ü. NHN erreicht werden.
Von hier zieht die rechte Wasserscheide etwa auf der Trasse der westwärts durch den Hof Mäder zum Bühlertal laufenden Kreisstraße K 3324 bis kurz vor Bühler und dann zur Mündung. Auf diesem Abschnitt grenzt im Norden das Einzugsgebiet des Ohrbachs an, eines weiteren rechten Bühlerzuflusses weiter abwärts.
Von der Mündung an erklimmt dann die linke Wasserscheide den Hügelrücken, auf dem der Weiler Zimmerberg steht, und läuft auf ihm durch den Wald Eulenkling bis zur Kreisstraße am Südwestrand von Adelmannsfelden, außerhalb konkurrieren dabei erst der Mühlhaldebach und dann ein weiterer, namenloser rechter Zufluss der Bühler im Eisenweiher. Die Einzugsgebietsgrenze folgt nun der K 3324 nordwärts am Westrand Adelmannsfeldens bis zurück zum Wasserturm. Jenseits dieser höchsten Wasserscheide entwässert der Adelmannsfeldener Klingenbach zum Kocherzufluss Blinde Rot weit oberhalb der Bühler.
Das einzige Waldgebiet im Einzugsgebiet ist die weit überwiegend links des Oberlaufs liegende Waldinsel Eulenkling. Der demgegenüber viel größere Fluranteil besteht meist aus Wiesen. Nahe dem Ursprung liegt der Adelmannfeldener Einzelhof Kuderberg, im oberen Mündungswinkel die Zimmerbergmühle Pommertsweilers. Daneben liegt nur noch ein Teil des Adelmannsfeldener Hofes Mäder auf der rechten Wasserscheide im Einzugsgebiet, an dessen Grenze im Osten von außen Bebauung Adelmannsfeldens aus der zweiten Hälfte des 20. Jahrhunderts reicht. Adelmannsfelden hat den merklich größeren, Abtsgmünd-Pommertsweiler den kleineren Gebietsanteil.

### Zuflüsse und Seen
Liste der Zuflüsse und  Seen von der Quelle zur Mündung. Gewässerlänge, Seefläche, Einzugsgebiet und Höhe nach den entsprechenden Layern auf der Onlinekarte der LUBW. Andere Quellen für die Angaben sind vermerkt.
Ursprung des Zimmerbachs auf etwa 455 m ü. NHN etwa 100 Meter südwestlich von Adelmannsfelden-Kuderberg in einem ersten Teich der im Folgenden genannten Teichkette. Der Bach läuft zunächst etwa 200 Meter nordwestlich.
- Durchfließt eine Teichgruppe auf etwa 455-450 m ü. NHN westlich von Kuderberg am Nordostrand des Waldes Eulenkling, zusammen 0,2 ha. Anschließend Wende auf Westlauf zunächst im Nordsaum des Eulenkling-Waldes.
- (Unbeständiger Oberlauf), von rechts und Ostnordosten  auf etwa 439 m ü. NHN im Waldsaum, ca. 0,7 km[LUBW 6] und ca. 0,5 km².[LUBW 3] Entsteht auf etwa 451 m ü. NHN an einem Feldweg südöstlich des Hofes Mäder an den Buchenäckern. Dieser rechte Oberlauf ist deutlich länger und einzugsgebietsreicher als der Offizielle linke (mit nur 0,3 km[LUBW 6] Länge und nur gut 0,1 km² [LUBW 3]), aber anscheinend unbeständiger.
- Gerstenbach, von rechts und Norden auf 434,5 m ü. NHN[LUBW 7] noch im Waldsaum, 0,4 km und ca. 0,1 km².[LUBW 3] Entspringt dem Gerstenbrunnen auf etwa 465 m ü. NHN in der mit kleinem Wäldchen bewachsenen Senke einer früheren Sandgrube südlich der K 3324.
Nach dem Waldaustritt ist der Zimmerbach bis zur Mündung Grenzbach zwischen der Adelmannsfeldener Gemeindegemarkung im Norden und der Pommertsweiler Teilortgemarkung von Abtsgmünd im Süden.
- (Teichablaufgraben), von links und Süden auf etwa 425 m ü. NHN vor der L 1072, ca. 0,2 km[LUBW 6] und unter 0,1 km². Entfließt auf etwa 443 m ü. NHN einem  Kleinteich am Nordrand von Zimmerberg von ca. 8 Ar.[LUBW 8]

Mündung des Zimmerbachs von rechts und Osten in den Mühlkanal der Zimmerbergmühle rechts der oberen Bühler auf etwa 418 m ü. NHN, etwa 50 Meter vor dessen Rücklauf. Der Zimmerbach ist bis dorthin 1,6 km lang und hat ein Einzugsgebiet von 1,5 km².

## Schutzgebiete
Im westlichen Teil gehören große Flächen des Einzugsgebiets dem Landschaftsschutzgebiet Oberes Bühlertal und Umgebung an. Das gesamte Einzugsgebiet liegt im Naturpark Schwäbisch-Fränkischer Wald.

### LUBW
Amtliche Online-Gewässerkarte mit passendem Ausschnitt und den hier benutzten Layern: Lauf und Einzugsgebiet des Zimmerbachs

Allgemeiner Einstieg ohne Voreinstellungen und Layer: Daten- und Kartendienst der Landesanstalt für Umwelt Baden-Württemberg (LUBW) (Hinweise)
1. 1 2 3  Höhe nach dem Höhenlinienbild auf dem Hintergrundlayer Topographische Karte.
2. 1 2  Länge nach dem Layer Gewässernetz (AWGN).
3. 1 2 3 4 5  Einzugsgebiet abgemessen auf dem Hintergrundlayer Topographische Karte.
4. ↑  Höhe nach schwarzer Beschriftung auf dem Hintergrundlayer Topographische Karte.
5. ↑  Seefläche nach dem Layer Stehende Gewässer.
6. 1 2 3 4  Länge abgemessen auf dem Hintergrundlayer Topographische Karte.
7. ↑  Höhe nach blauer Beschriftung auf dem Hintergrundlayer Topographische Karte.
8. ↑  Seefläche abgemessen auf dem Hintergrundlayer Topographische Karte.
9. ↑  Schutzgebiete nach den einschlägigen Layern, Natur teilweise nach dem Layer Biotop.

### Andere Belege
1. ↑  Hansjörg Dongus: Geographische Landesaufnahme: Die naturräumlichen Einheiten auf Blatt 171 Göppingen. Bundesanstalt für Landeskunde, Bad Godesberg 1961. → Online-Karte (PDF; 4,3 MB)
2. ↑  Geologie nach: Mapserver des Landesamtes für Geologie, Rohstoffe und Bergbau (LGRB) (Hinweise)